# Trump World Tower
Trump World Tower – 262-metrowy wieżowiec w dzielnicy Midtown Manhattan w okręgu Manhattan w Nowym Jorku. Ma 72 piętra które zajmują 83 403 m². Cały budynek jest przeznaczony na cele mieszkaniowe. Znajduje się w nim 376 apartamentów. Został zaprojektowany przez Costasa Kondylisa, a jego głównymi materiałami budowlanymi są: beton, stal i szkło. Wcześniej w tym miejscu stał 23-piętrowy gmach, jednak został wyburzony. Natomiast prace nad tym budynkiem rozpoczęły się w 1999, a zakończyły się w 2001.

## Opis
Trump World Tower to luksusowy apartamentowiec przy 845 United Nations Plaza (First Avenue pomiędzy 47. i 48. ulicą) na Manhattanie. Jest to 262-metrowa wieża, z 72 piętrami i oszkloną fasadą w kolorze brązowym. Gładka czarna bryła budynku była zaprojektowana początkowo jako złotawa. Był to pierwszy budynek, który złamał dżentelmeńską umowę o budynkach nie wyższych od kwatery głównej ONZ w jej najbliższym sąsiedztwie. Był najwyższym budynkiem mieszkalnym od 2000 do 2003. Zajmuje powierzchnię prostokątna o bokach 44,2 × 23,8 m. Jego prosta prostokątna bryła ostro kontrastuje z pobliskim 100 United Nations Plaza Tower, udekorowanym balkonami. Budynek ten ma małe, ale eleganckie lobby.
Trump World Tower był najwyższym budynkiem na półkuli zachodniej wybudowanym w ciągu ostatnich 15 lat (od czasu gdy został ukończony Bank of America Plaza w 1992), został jednak przewyższony przez Comcast Center w Filadelfii, którego budowa zakończyła się 8 czerwca 2008. Był to przez krótki czas najwyższy całkowicie mieszkalny budynek świata. Przewyższył go jednak 21st Century Tower w Dubaju (2003) i Tower Palace 3 w Seulu (2004).
Wcześniej w tym miejscu stał 23-piętrowy United Engineering Center. Przed budową wielu sąsiadów, włączając Waltera Cronkite’a, była przeciwna budynkowi ze względu na jego wysokość oraz na wyróżniający się wygląd. Pośród wielu obaw jedną była ta, że nowy gmach mógłby sprawić, że znajdująca się po drugiej stronie ulicy siedziba ONZ, skarleje przy takim budynku.
Budynek został wzniesiony z betonu, aby polepszyć wytrzymałość na silne wiatry, a szklana ściana pozwala na oglądanie widoków na East River i część Manhattanu. W kwietniu 2006, na parterze budynku otworzyła swe podwoje elegancka restauracja Megu, serwująca dania kuchni azjatyckiej. Na parterze mieści się również The World Bar.
Budowa tego budynku pochłonęła około 300 milionów dolarów amerykańskich. Ceny wahały się od 585 tysięcy dolarów (cena za studio) do 13,5 miliona dolarów. Mega-penthouse (wielki apartament) znajdujący się na trzech ostatnich piętrach miał 1815 m² i był wyceniony na 58 milionów dolarów. Jednak, gdy nie mógł znaleźć nabywcy, został podzielony na trzy oddzielne apartamenty (wszystkie szybko sprzedano).
Budynek i niektóre spośród jego luksusowych apartamentów, zostały pokazane w programach stacji NBC, The Apprentice, oraz w telewizyjnym show „Extra”. W 2003 budynek był miejscem premierowego pokazu samochodu Mercedes-Benz SLR McLaren, w trakcie którego piosenkarka Beyoncé Knowles promowała to auto przed amerykańskimi mediami. 
Budynek jest popularny wśród ludzi zamożnych. Właścicielami apartamentów są tam m.in. Bill Gates i Derek Jeter.